# Paralelo 44 norte
El paralelo 44 norte es un paralelo situado a 44 grados al norte del ecuador terrestre. Atraviesa Europa, el mar Mediterráneo, Asia, el océano Pacífico, América del Norte y el océano Atlántico.

En esta latitud, astronómicamente, la noche permanece cerca de 15 horas y 29 minutos antes del amanecer en el solsticio de verano (en el ecuador alrededor de 12 horas y 7 minutos) y durante cerca de 8 horas y 53 minutos en el solsticio de invierno.

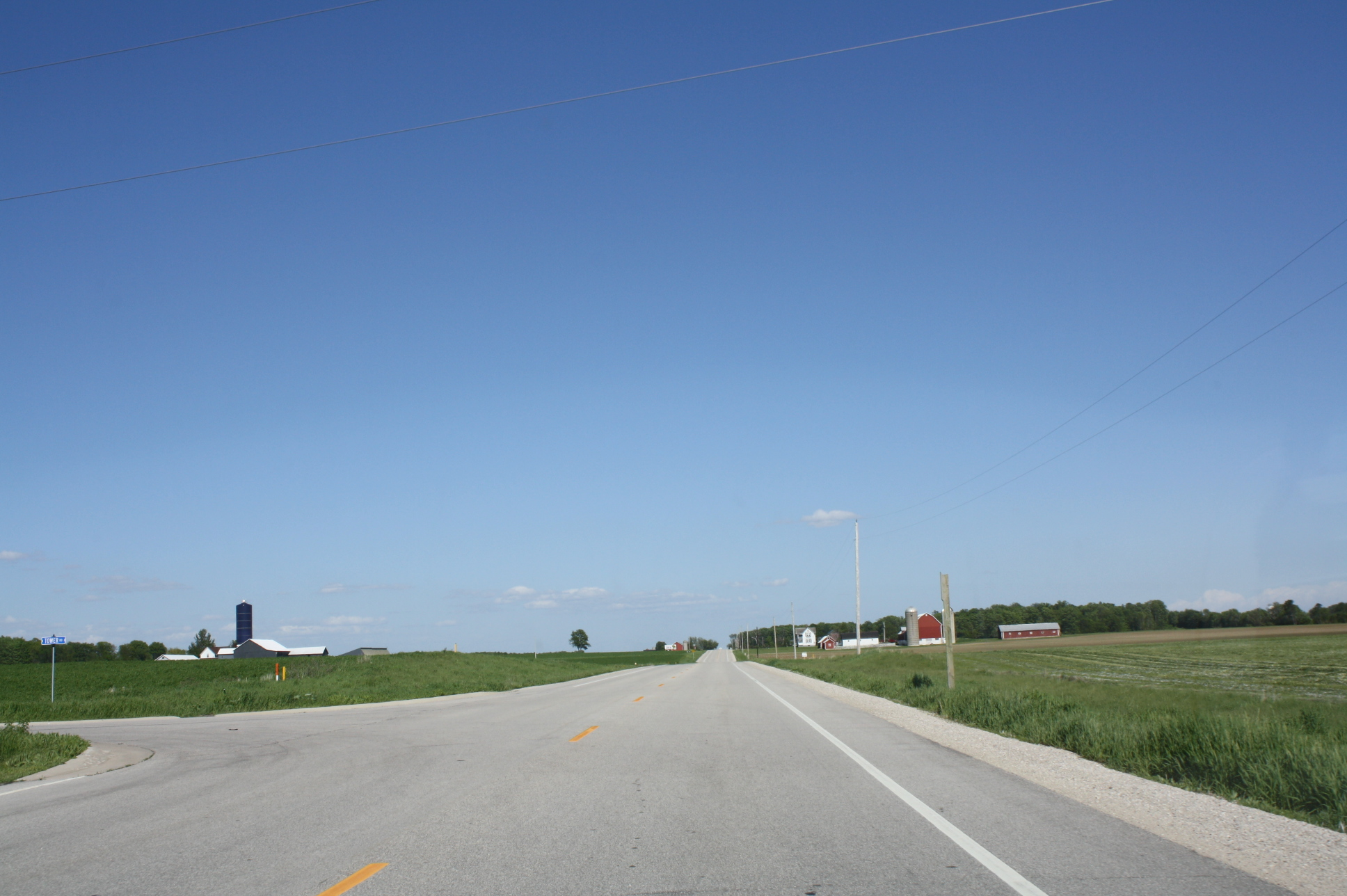
Paralelo 44 norte en Wisconsin, Estados Unidos

## Alrededor del mundo
Partiendo del meridiano cero y en dirección este, el paralelo 44° norte atraviesa por:
| Coordenadas                       | País, territorio o mar | Notas |
| --------------------------------- | ---------------------- | --- |
| 44°0′N 0°0′E / 44.000, 0.000      | Francia                | Atravesando Montauban |
| 44°0′N 7°39′E / 44.000, 7.650     | Italia                 | |
| 44°0′N 8°10′E / 44.000, 8.167     | Mar Mediterráneo       | Golfo de Genoa |
| 44°0′N 10°6′E / 44.000, 10.100    | Italia                 | Pasando justo al norte de San Marino |
| 44°0′N 12°40′E / 44.000, 12.667   | Mar Adriático          | |
| 44°0′N 15°2′E / 44.000, 15.033    | Croacia                | Islas de Dugi, Pašman, y el territorio principal |
| 44°0′N 16°32′E / 44.000, 16.533   | Bosnia y Herzegovina   | |
| 44°0′N 19°14′E / 44.000, 19.233   | Serbia                 | Durante cerca de 3 km |
| 44°0′N 19°16′E / 44.000, 19.267   | Bosnia y Herzegovina   | |
| 44°0′N 19°34′E / 44.000, 19.567   | Serbia                 | Atravesando Kragujevac |
| 44°0′N 22°25′E / 44.000, 22.417   | Bulgaria               | Atravesando Vidin |
| 44°0′N 22°55′E / 44.000, 22.917   | Rumania                | Pasando justo al norte de Alexandria |
| 44°0′N 26°13′E / 44.000, 26.217   | Bulgaria               | |
| 44°0′N 27°41′E / 44.000, 27.683   | Rumania                | Durante cerca de 15 km |
| 44°0′N 27°53′E / 44.000, 27.883   | Bulgaria               | Durante cerca de 4 km |
| 44°0′N 27°56′E / 44.000, 27.933   | Rumania                | |
| 44°0′N 28°40′E / 44.000, 28.667   | Mar Negro              | |
| 44°0′N 39°11′E / 44.000, 39.183   | Rusia                  | Pasando justo al sur de Pyatigorsk |
| 44°0′N 47°23′E / 44.000, 47.383   | Mar Caspio             | Pasando justo al norte de Isla Chechen, Rusia |
| 44°0′N 50°55′E / 44.000, 50.917   | Kazajistán             | |
| 44°0′N 56°0′E / 44.000, 56.000    | Uzbekistán             | |
| 44°0′N 61°26′E / 44.000, 61.433   | Kazajistán             | |
| 44°0′N 80°27′E / 44.000, 80.450   | China                  | Xinjiang — pasa cerca de 22 km al norte de Ürümqi |
| 44°0′N 95°30′E / 44.000, 95.500   | Mongolia               | |
| 44°0′N 111°50′E / 44.000, 111.833 | China                  | Mongolia Interior Jilin — pasa justo al norte de Changchun Heilongjiang Jilin - durante cerca de 2 km Heilongjiang - durante cerca de 1 km Jilin - durante cerca de 10 km Heilongjiang Jilin - durante cerca de 5 km Heilongjiang |
| 44°0′N 131°15′E / 44.000, 131.250 | Rusia                  | |
| 44°0′N 135°32′E / 44.000, 135.533 | Mar del Japón          | |
| 44°0′N 141°39′E / 44.000, 141.650 | Japón                  | Isla de Hokkaidō: — Prefectura de Hokkaidō |
| 44°0′N 144°17′E / 44.000, 144.283 | Mar de Ojotsk          | |
| 44°0′N 144°54′E / 44.000, 144.900 | Japón                  | Isla de Hokkaidō: — Prefectura de Hokkaidō - Península de Shiretoko |
| 44°0′N 145°10′E / 44.000, 145.167 | Estrecho de Nemuro     | |
| 44°0′N 145°39′E / 44.000, 145.650 | Islas Kuriles          | Isla Kunashir, administrada por Rusia pero reclamada por Japón |
| 44°0′N 145°48′E / 44.000, 145.800 | Océano Pacífico        | Pasando justo al norte de la isla de Shikotan, administrada por Rusia, pero reclamada por Japón |
| 44°0′N 124°8′O / 44.000, -124.133 | Estados Unidos         | Oregón - pasa justo al sur de Eugene y Bend Idaho Wyoming South Dakota - pasa justo al sur de Rapid City Minnesota - atravesando Rochester Wisconsin - atravesando Oshkosh                                                        |
| 44°0′N 87°41′O / 44.000, -87.683  | Lago Míchigan          | |
| 44°0′N 86°28′O / 44.000, -86.467  | Estados Unidos         | Michigan |
| 44°0′N 82°45′O / 44.000, -82.750  | Lago Hurón             | |
| 44°0′N 81°44′O / 44.000, -81.733  | Canadá                 | Ontario |
| 44°0′N 77°0′O / 44.000, -77.000   | Lago Ontario           | |
| 44°0′N 76°16′O / 44.000, -76.267  | Estados Unidos         | Nueva York - pasa justo al norte de Watertown Vermont - atravesando Middlebury New Hampshire Maine |
| 44°0′N 69°8′O / 44.000, -69.133   | Océano Atlántico       | Golfo de Maine - pasa justo al sur de Vinalhaven Island y Isle au Haut, Maine, Estados Unidos |
| 44°0′N 66°9′O / 44.000, -66.150   | Canadá                 | Nueva Escocia |
| 44°0′N 64°40′O / 44.000, -64.667  | Océano Atlántico       | |
| 44°0′N 59°46′O / 44.000, -59.767  | Canadá                 | Nueva Escocia - Isla de Sable |
| 44°0′N 59°45′O / 44.000, -59.750  | Océano Atlántico       | |
| 44°0′N 1°21′O / 44.000, -1.350    | Francia                | |